# Gaig de collar negre
El gaig de collar negre (Cyanolyca armillata) és una espècie d'ocell de la família dels còrvids (Corvidae) que habita els boscos dels Andes, a Colòmbia, nord-oest de Veneçuela i nord de l'Equador.

## Taxonomia
Se n'han descrit tres subespècies:
- C. a. meridana (Sclater, PL i Salvin, 1876), del nord-oest de Veneçuela.
- C. a. armillata (Gray, GR, 1845), de l'est de Colòmbia i oest de Veneçuela.
- C. a. quindiuna (Sclater, PL i Salvin, 1876), des del centre de Colòmbia fins al nord de l'Equador.

L'última subespècie és considerada a la classificació del Handbook of the Birds of the World and BirdLife International Digital Checklist of the Birds of the World: Version 5 una espècie de ple dret:
- gaig de Quindío[3] (Cyanolyca quindiuna)